# Cronat
Cronat é uma comuna francesa na região administrativa de Borgonha-Franco-Condado, no departamento Saône-et-Loire. Estende-se por uma área de 59,36 km². Em 2010 a comuna tinha 538 habitantes (densidade: 9,1 hab./km²).